# IC 1559
IC 1559 је лентикуларна галаксија у сазвјежђу Андромеда која се налази на листи објеката дубоког неба у Индекс каталогу.
Деклинација објекта је + 23° 59' 6" а ректасцензија 0h 36m 52,2s. Привидна величина (магнитуда) објекта IC 1559 износи 14,0 а фотографска магнитуда 14,9. IC 1559 је још познат и под ознакама MCG 4-2-34, MK 341, CGCG 479-44, ARP 282, KCPG 13A, PGC 2201.